# Bythinella padiraci
Bythinella padiraci е вид коремоного от семейство Amnicolidae. Видът е световно застрашен, със статут Уязвим.

## Разпространение
Разпространен е във Франция.